# إلي إنغرام
إلي إنغرام (بالإنجليزية: Elli Ingram)‏ هي مغنية مؤلفة بريطانية، ولدت في 14 يوليو 1993.

## وصلات خارجية
- إلي إنغرام على موقع ميوزك برينز (الإنجليزية)
- إلي إنغرام على موقع أول ميوزيك (الإنجليزية)
- إلي إنغرام على موقع ديسكوغز (الإنجليزية)